# Zeneészlelés
Zeneészlelés az az észlelési folyamat, amelynek során többek között a zenei hangmagasság és a zenei ritmus észlelése és feldolgozása történik.

## Hallásról általában
A környezeti információk begyűjtésénél a látás mellett elsősorban a hallásra támaszkodunk, amely a kommunikáció egyik legfőbb csatornája és a zene hordozója is. A hallás annak köszönhető, hogy a hang nyomásának változásai a belső fülben megrezegtetnek egy kis hártyát.

### Hallórendszer
A hallórendszer a fülekből, az agy egyes részeiből és az összeköttetéseket biztosító idegpályákból áll. A fül két rendszert tartalmaz. Az egyik által felerősített és receptorokhoz továbbított hangot a másik rendszer felveszi és idegimpulzusokká alakítja át. A továbbító rendszerhez a fülcimpát és a hallójáratot jelentő külső fül, valamint a dobhártya és a három hallócsontocska: kalapács, üllő, és a kengyelt magába foglaló középfül tartozik. A transzdukciósrendszer a belső fül egyik részében, a hang receptorait rejtő csigában helyezkedik el. A receptorokat szőrsejteknek nevezik.

## Mi a zene?
Nagyon nehéz meghatározni a szerepét, és bármilyen hasznosságot tulajdonítani a zenének az ember életében. Ennek ellenére meglehetősen fontos mindennapokban és rengeteg időt, pénzt és energiát áldozunk rá. Nem tudjuk, hogy miért maradt fenn a zene létrehozására és élvezetére vonatkozó képességünk. Két további szempontból is különleges a zene: egyrészt kizárólag az emberi faj rendelkezik a zene létrehozásának képességével. Másrészt nagyon sok pszichológiai működés komplex interakcióján alapul. Koelsch és Siebel (2005) idegtudományi adatokkal is alátámasztották.
A zenei észlelés nagyon szoros kapcsolatban áll az érzelmekkel. Képes az autonóm idegrendszer, valamint az immunrendszer működését befolyásolni.

### A zene és a beszéd észlelése
A zene és a beszéd az általunk észlelt hangok közül a leginkább komplex hangok. Ez a két akusztikus inger sokban megegyezik, de sokban különbözik egymástól.

#### Mindkettőre jellemző
- szándékosan hozzuk létre őket
- meghatározott struktúrával rendelkezik
- meghatározott szabályok irányítják
- tanulás eredménye
- univerzális (minden emberi kultúránál megtalálható)

#### Különbségek
- a beszédet csak egyetlen „eszköz”, az emberi beszédképző rendszer hozza létre, míg a zene rengeteg hangszeren megszólalhat
- beszéd esetében nagyon fontos az idői változások feldolgozása (ahhoz, hogy képesek legyünk mássalhangzókat megkülönböztetni), a zenében a hangmagasság változásának pontos észlelése fontos, hiszen a zene dallamát a hangmagasság meghatározott változása adja
- a hallórendszer esetében feltételezhető, hogy eltérő agyi rendszerek foglalkoznak a beszéddel, illetve a zenével kapcsolatos akusztikai információk feldolgozásával (beszéd bal, zene jobb temporális területek).

## A ritmus észlelése
A ritmus bizonyos események (például hangok, vagy mozdulatok) szabályos időbeli szerveződésére vonatkozik. A ritmus és az idő észlelésével kapcsolatos kutatások Paul Fraisse (1963-1982) nevéhez fűződik. Fraisse szerint attól függően, hogy az események között mennyi idő telik el, vagyis mekkora az események közötti intervallum, az nagyon eltérő élményt vált ki.
Ha 100 milliszekundumnál kisebb, akkor az eseményeket nem észleljük különállóknak. Ha 100-1500 milliszekundum közötti intervallumról van szó, akkor képesek vagyunk külön észlelni a különálló eseményeket és akár csoportosítani is. 1500 milliszekundum feletti intervallumnál nehézséget okoz, hogy egymást követő eseményeket egyetlen egységbe csoportosítsuk. Fraisse szerint az 5 szekundumos határ jelenti a pszichológiai jelen felső határát. Minden, ami ennyi idő alatt történik, arról úgy érezzük most van. Ami ennél hosszabb ideig, az már a múlt része.
Ebből következik, hogy ami 5 szekundumnál régebben történt velünk, az már csak emlékezeti működésünk és nem a közvetlen észlelésünk révén dolgozhatóak fel. Tehát a ritmus közvetlen észlelése csak akkor lehetséges, ha az események közötti távolság 100 milliszekundum és 5 szekundum között van.
A ritmushoz szükség van valamilyen szabályos, periodikus ismétlődésre. Nagyon sok emberi tevékenységben jelenik meg ez a szabályos ismétlődés. Például a légzésben, szívdobogásban, járásban és a csecsemőknél a szopásban. Ezeknél a tevékenységeknél az események közötti intervallum egy nagyon szűk tartományban 500 és 1000 milliszekundum között mozog. Ugyanebbe a tartományba esik az úgynevezett spontán tempó. Ha arra kérjük az embereket, hogy tapsoljanak, vagy kopogjanak egyenletesen hosszabb ideig, akkor a legtöbb embernél ez a tempó 300-800 milliszekundum között lesz. A spontán tempó jellemző az adott emberre.
A ritmus nemcsak a hangok észlelésében, de a mozgások produkciójában is szerepet játszik. Fraisse szerint nagyon erős kapcsolat mutatható ki a kettő között. A zene ritmusához szinkronizált mozgás nem a ritmikai egységet követi, hanem pontosan azzal egyszerre hajtjuk végre. Ezt úgy tudjuk megtenni, hogy anticipáljuk, vagyis megpróbáljuk bejósolni, előre megtervezni a mozgás pontos idejét. A ritmus észlelésének ez az anticipáció az egyik legfontosabb jellemzője.
A ritmus észlelésének másik lényeges vonása, hogy minden esetben valamilyen csoportosítást foglal magába. Az emberek az egyébként teljesen azonos idői távolságban lévő, teljesen azonos hangokat is csoportokba szerveződve hallják. Ezt nevezik szubjektív ritmizációnak, ahol a hangokat kettesével, vagy négyesével csoportosítják.

## A zenei ritmus észlelése
A ritmikai elemek a zenében a meghatározott hangmagassággal, hangerővel, hangszínnel és időtartammal rendelkező hangok, illetve ezeket elválasztó szünetek. A hangok időtartamát a kottában a tempójelzések határozzák meg. A gyorsaság meghatározását a tempó, vagyis az egy percen belüli egységek számát meghatározó metronómjelzés teszi lehetővé. A hangok egymáshoz viszonyított idői arányai szerint léteznek egész-, fél-, negyed-, nyolcad-, tizenhatod- stb. hangok, illetve ezeknek megfelelő szünetek. A ritmikai elemek váltakozásának hátterében magasabb szintű szerveződést is találunk, egyfajta szabályos lüktetést, a metrikus lüktetést. A ritmikai elemekből csoportosulások alakulnak ki. A csoportosulások az egyes hangok hangsúlyviszonyainak váltakozásából erednek. A hangosabb és halkabb, más szóval hangsúlyos és hangsúlytalan hangok szabályos váltakozása hozza létre az ütemet. Az ütem az a zenei egység, amely két leginkább hangsúlyos ritmikai elem közé esik.
A metrum szintén egy hierarchikus szerveződés, amely a ritmus szabályos lüktetéséből származik. Amikor például egy dalt eltapsolunk, akkor a hangoknak ezt a metrikai struktúráját követjük.
A zenének ez a szabályos, hierarchikus szerveződése azért fontos, mert semmilyen más emberi tevékenységben nem jelenik meg ez a szerveződési forma. A beszédben is találunk ismétlődő és több szinten szerveződő ritmikusságot, de közel sem olyan szabályosan ismétlődő, mint a zenében.

## A zenei hangmagasság észlelése

### A zenei intervallumok észlelése
A ritmus mellett a zenei észlelés másik alappillére a hangmagasság szerveződése. A hangmagasság a hangok frekvenciájához kapcsolódó szubjektív észlelet, amely a tiszta hangok esetében viszonylag könnyen értelmezhető, komplex hangoknál kevésbé. A zene esetében a hangmagasság viszonylag kis frekvenciatartományba tartozik (kb. 20–4000 Hz között). A zenei hangok esetében az a fontos, hogy az egyes hangok között milyen viszony található. A zenében két, vagy több hang közötti intervallum, vagyis hangköz számít. Az alapvető hangköz az oktáv, amely esetén a hangok alapfrekvenciája 2:1 arányban áll egymással. Azaz a magasabb hang frekvenciája kétszerese a mélyebbnek. A zenei észlelés egyik alapvető jelensége, hogy az oktávnyi távolságra lévő hangok nagyon hasonlónak hangzanak. Azt a jelenséget, hogy az oktávkapcsolatban álló hangok hasonlónak tűnnek, oktávazonosságnak nevezzük.
Oktávon kívüli egyéb hangok is működnek a zenében. A másik fontos hangköz, a kvint pl. 3:2 frekvenciaarányt jelent.
A zenei dallamok tehát a különböző hangközökből állnak. A hangközök azonban két módon szerveződhetnek: szimultán, azaz egyidejűleg, amikor ún. akkordokat alkotnak, vagy szekvenciálisan, vagyis egymás után, amikor is dallamot hoznak létre.

### A zenei hangok szimultán szerveződése, akkord
A hangok közötti viszony egyik nagyon fontos következménye, hogy mennyire kellemes az adott hangközt hallgatni. Ez elsősorban az akkordok esetében van így. Ha megvizsgáljuk a kellemességet, vagy konszonancia és a frekvenciaviszony összefüggéseit, akkor azt találjuk, hogy minél egyszerűbb a viszony, annál kellemesebb hallgatni és minél komplexebb, annál kevésbé kellemes, tehát disszonáns. Több elmélet is létezik ennek magyarázatára, egyik Hermann von Helmhotz (1885/1954) nevéhez fűződik. A komplex hangközök azt is jelentik, hogy az adott hangok hangmagassága közel van egymáshoz. Akkor ezek az alaphártyán is egymáshoz közel dolgozódnak fel. Ez viszont oda vezethet, hogy a két hangot nem tudjuk megfelelően diszkriminálni, így a hangok összemosódnak, perceptuális disszonancia érzetét okozzák.

### A zenei hangok szekvenciális szerveződése, dallam
A hangok szekvenciális szerveződése során a kis hangközök sokkal gyakoribbak, s sokkal inkább természetesen hangzanak. Ennek két oka lehet: egyrészt az éneklés során sokkal könnyebb ezt megvalósítani, másrészt a dallam észlelése során a csoportosítási elvek a kisebb lépéseket részesítik előnyben. A dallamot úgy tűnik, hogy mintázatok közötti viszonyként észleljük. Mert pl. a „Hull a pelyhes fehér hó” ugyanaz a gyermekdal marad akkor is, ha különböző hangszereken, tempóban, vagy különböző zenei stílusban szólal meg.
Dowling és Fujitani (1971) arra kereste a választ, hogy mi határozza meg a dallam állandóságát. Az eredmények azt mutatják, hogy a dallam észlelése során egy mintázatot észlelünk, amely független a pontos fizikai megvalósulástól.

## Abszolút hallás
Arra vonatkozik, hogy ezek az emberek képesek tökéletesen megnevezni a hallott zenei hangokat. Egyes vizsgálatok szerint minden tízezer emberből egynél fordul elő ez a képesség. Ez a képesség nem feltétele a zenei tehetségnek.

## Relatív hallás
A relatív hallással rendelkezők nagyon pontosan képesek meghatározni a hangok közötti különbségeket. A relatív hallás képessége elsősorban zenészeknél fejlődik ki hosszas gyakorlás eredményeként.

## Dallamsüketség
Vagy más néven amúzia. Létezik egy szerzett változata is, amely valamilyen agyi sérülés hatására alakul ki. Viszont a dallamsüketség fejlődési változata, amely feltételezhetően öröklött, a populáció 4-5%-át érinti. A dallamsüketségben szenvedőkre az jellemző, hogy képtelenek a dallamok felismerésére és visszaemlékezni egyszerű dalokra. Viszont nem mutatnak problémát egyéb észlelési feladatokban. Kutatások szerint a dallamsüketség alapvető problémája a kis hangmagasság-különbséggel rendelkező hangok megkülönböztetése.